# Theophile Cazenove

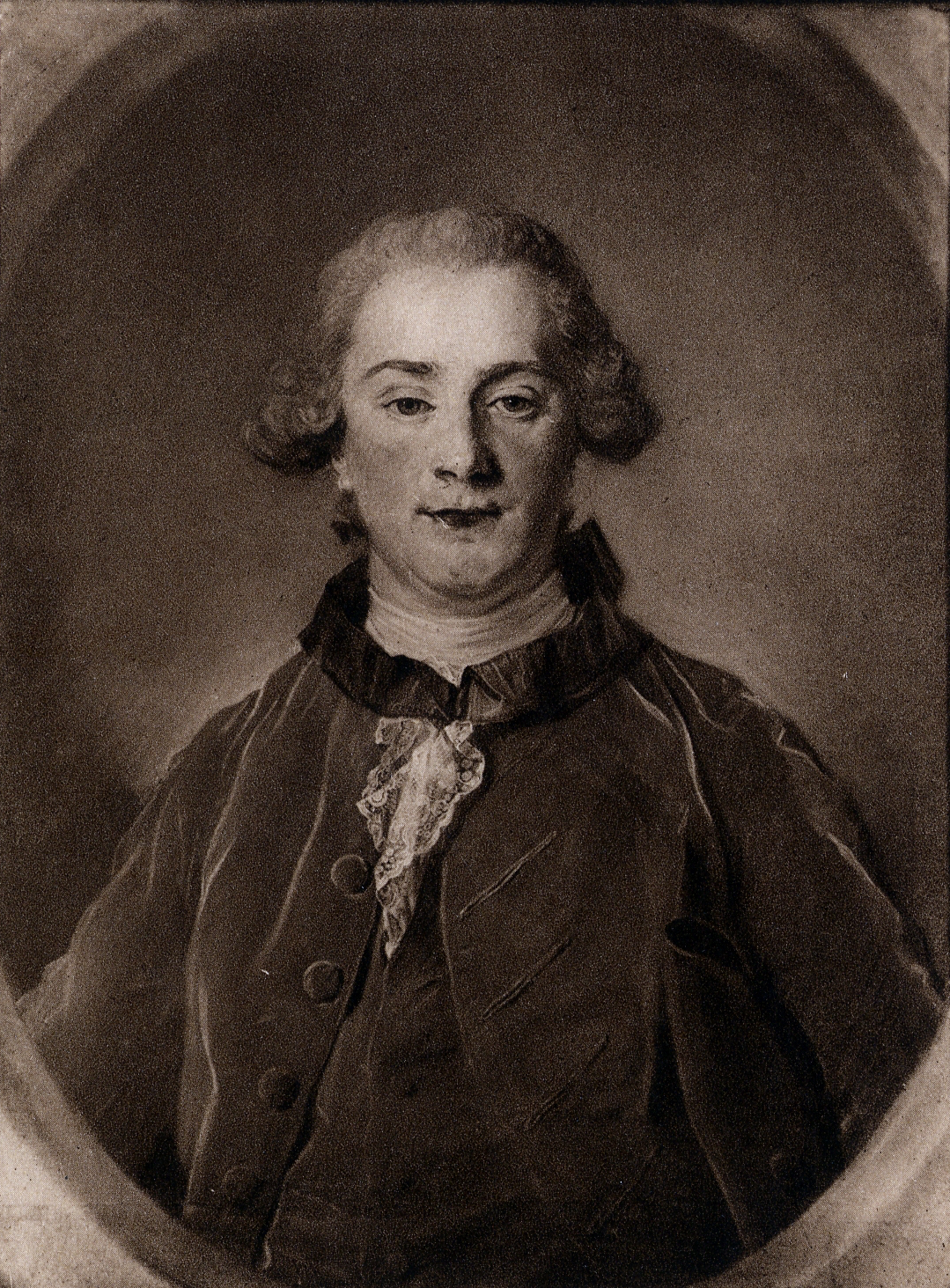

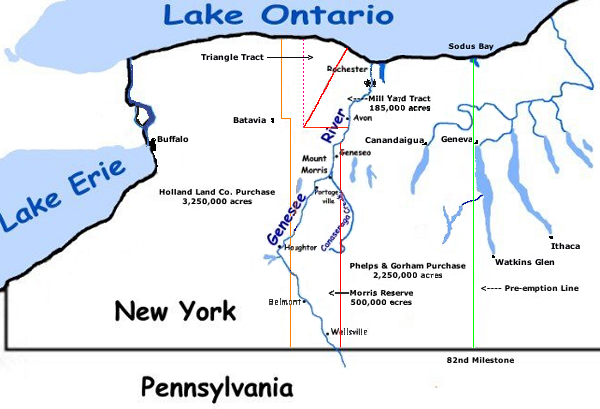
Cazenove kocht het gedeelte van de staat New York links van de oranje lijn ten behoeve van de Holland Land Company

Theophile Cazenove (Amsterdam, 13 oktober 1740 - Parijs, 6 maart 1811) was een Amsterdamse koopman en bankier. Hij was betrokken bij de Holland Land Company en adviseerde de zakenlieden in 1791 om grote lappen grond te kopen in de staten New York en Pennsylvania.

## Biografie
Cazenove groeide op aan de Oudezijds Voorburgwal, als zoon van Marie de Rapin Thoyras (1715-1798) en Theophile Cazenove (-1760), van Frans-Zwitserse origine, en met internationale relaties in de bankierswereld. Zijn vader handelde op Bordeaux, Sint Petersburg, Archangel, Stockholm en in West-Indië. In 1754 verhuisde de familie naar de zuidzijde van de Raamgracht.In 1759 werden op de terugweg vier schepen met koffie en suiker gekaapt door de Engelsen, en opgebracht naar Liverpool. Vader Cazenove, die elf kinderen had, trok zich in 1760 terug uit de firma en deed zijn bevoegdheden over zijn twee zoons Charles en Theophile.
In september 1763 trouwde Theophile met Margaretha Helena van Jever. Haar vader Volkert van Jever was koopman op Rusland, geboren in Archangel, lid van de Amsterdamse vroedschap en haar moeder was Quirina Catharina van Sijpesteyn uit Alkmaar. Het echtpaar kreeg drie kinderen. In 1767 vertrok zijn broer Charles (1735-1790) naar Bengalen in opdracht van de Deense Oostindische Compagnie. In 1768 woonde hij vermoedelijk aan de Herengracht; het huis aan de Raamgracht was verkocht in opdracht van zijn moeder die opnieuw was getrouwd (met Paul Elie Blaquiere) en in Vevey woonde. In 1770 ging Cazenove failliet. Cazenove liet zich portretteren door Jean-Baptiste Perronneau. Via zijn vrouw was hij betrokken bij de plantage St. Domingo in Suriname en kreeg te maken met weggelopen Marrons. In 1784 was hij betrokken bij de oprichting van de Franse Schouwburg aan de Amstel, zoals ook de firma Hope, met wie Cazenove veel zaken deed.
In 1788 werkte hij samen met Étienne Clavière en Jacques Pierre Brissot, maar aan het einde van dat jaar zou hij opnieuw failliet zijn gegaan, als gevolg van misinvesteringen tijdens de Amerikaanse Onafhankelijkheidsoorlog.

## Philadelphia

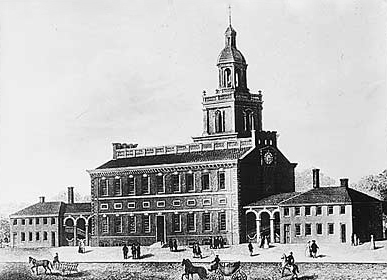
Independence Hall rond 1770

Op 30 november 1789 tekende Cazenove een contract met zijn opdrachtgevers. In 1790 trok hij naar Philadelphia, de hoofdstad van de jonge republiek, en vertegenwoordigde Pieter Stadnitski, Jacob en Nicolaas van Staphorst, Pieter & Christiaen van Eeghen, en Ten Cate & Vollenhoven in de Verenigde Staten. Cazenove leefde als een grand seigneur; maar is omschreven als onzorgvuldig. Cazenove richtte zijn aandacht op Zuid-Carolina; zijn medepassagier Gerrit Boon trok naar New York en stichtte er het dorp Barneveld.
Cazenove deed zaken met Robert Morris en kocht in 1792 land in het westen van Genesee County (New York). ter grootte van half Nederland.
Omdat buitenlanders geen aankopen konden doen werd hij 1794 Amerikaans staatsburger. Cazenove hielp zijn neef zich te vestigen in Philadelphia maakte rond 1795 kennis met Talleyrand, die de Franse Revolutie was ontvlucht en vaak bij hem at in zijn huis aan "Market Street".

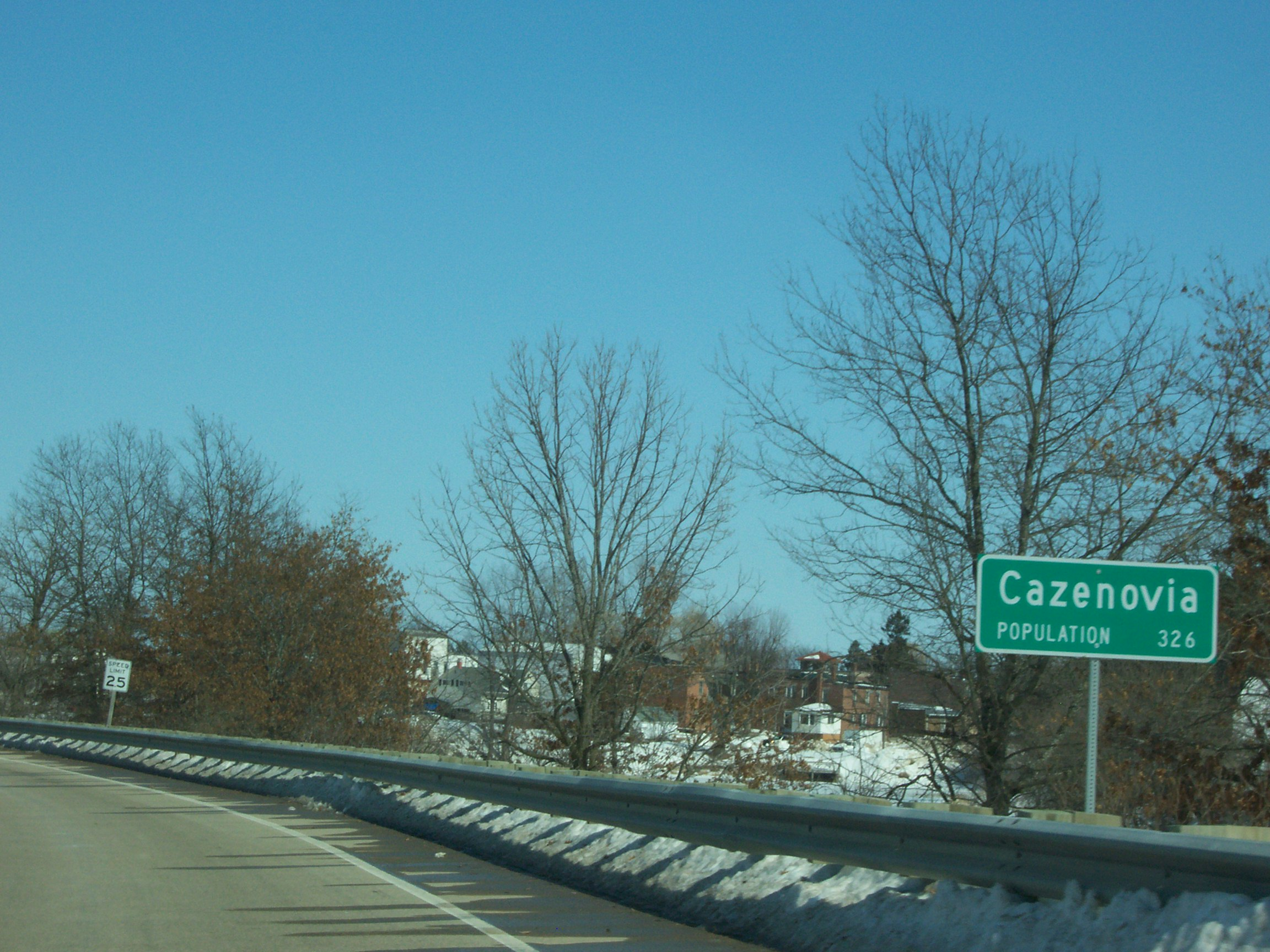
Cazenovia (Wisconsin)

Een ander samenwerkingsverband investeerde in grote stukken woeste grond, dat onder de Holland Land Purchase kwam te vallen. Om deze grote en moeilijke aankopen (soms bemoeilijkt door de vorderingen van Indianen) uit te voeren, gebruikte hij de diensten van Alexander Hamilton en later Aaron Burr. Toen Théophile Cazenove, nog in Amerika, probeerde de aandacht op zijn principalen in Amsterdam te vestigen, schreef Alexander Baring: ‘Cazenove is a sad dirty fellow and does all the mischief he can’. In 1798 huurde hij Joseph Ellicott in en Paolo Busti werd zijn opvolger.
In 1799 vertrok hij naar Europa en fungeerde als archivaris voor de investeringsclub; in 1802 verhuisde hij naar Parijs. In Frankrijk, waar hij opnieuw een ontmoeting had met de Minister van Buitenlandse Zaken Charles Maurice de Talleyrand-Perigord, werd hij ingezet om sommige wensen en inzichten aan de Amerikanen kenbaar te maken, want ook Talleyrand had geïnvesteerd in landaankoop in de Verenigde Staten.
Cazenove zou in het huis van Talleyrand zijn gestorven, maar waarschijnlijker is in de Rue du Bac, No. 84.

## Varia
- De stad Cazenovia, Madison County (New York) is naar hem genoemd, maar ook een dorp, een meer, een beek, een park, een college, een seminarie, en een straat in Boston.